# (36708) 2000 RG30
2000 RG30 (asteroide 36708) é um asteroide da cintura principal. Possui uma excentricidade de 0.12292780 e uma inclinação de 6.52532º.
Este asteroide foi descoberto no dia 1 de setembro de 2000 por LINEAR em Socorro.